# Aleksandra Jabłonka
Aleksandra Jabłonka, conosciuta anche come Alexandra (Kętrzyn, 3 aprile 1988), è una cantante polacca.

## Biografia
Aleksandra Jabłonka ha fatto il suo debutto come cantante nel 1994 al festival per bambini Śrem-Song. Nel 2001 e nel 2002 ha vinto il Festival Krzysztof Klenczon, mentre nel 2006 ha trionfato all'ATA Festival di Breslavia. Nel 2009 ha partecipato al festival della canzone polacca di Opole nella sezione esordienti, dove ha presentato una cover di Zakochani są wśród nas di Helena Majdaniec.
Nel 2010 ha iniziato a lavorare come corista al programma d'intrattenimento di TVP1 Jaka to melodia?. Nello stesso anno ha registrato il brano Kiss con il duo Kalwi & Remi, con il quale ha ottenuto il 5º posto al Bydgoszcz Hit Festival, acquisendo sufficiente notorietà da venire notata dalla EMI Music Poland, con la quale ha firmato un contratto discografico.
Il suo album di debutto, Popłyniemy daleko, è uscito nel febbraio del 2012 e ha raggiunto la 15ª posizione della classifica polacca. L'album ha venduto più di 15 000 copie a livello nazionale, ottenendo un disco d'oro. Nell'estate successiva si è esibita al festival della canzone russa di Zielona Góra.
Nel 2013 ha terminato il suo contratto con la EMI e ne ha firmato uno nuovo con la Universal Music Polska. L'anno successivo ha avviato la sua prima tournée nazionale, il Zasady Tour.

## Discografia

### Album in studio
- 2012 – Popłyniemy daleko

### Singoli
- 2011 – Popłyniemy daleko
- 2012 – Mówisz mi, że przepraszasz
- 2012 – Nie będę Twoja
- 2013 – SMS
- 2014 – Zasady

#### Come featuring
- 2010 – Kiss (Kalwi & Remi feat. Aleksandra Jabłonka)
- 2010 – Girls (Kalwi & Remi feat. Aleksandra Jabłonka)
- 2012 – Zobacz, wybierz, słuchaj (Najlepszy Przekaz w Mieście feat. Aleksandra Jabłonka)
- 2016 – Na barykadach (Najlepszy Przekaz w Mieście feat. Aleksandra Jabłonka)